# Michael Enright (acteur)
Pour les articles homonymes, voir Michael Enright et Enright.
Michael Enright, né en 1964, est un acteur britannique, actuellement en exil au Belize. 

## Biographie
Il naît en 1964 à Manchester. À l'âge de 16 ans, il commence à jouer de petits rôles au théâtre. À l'âge de 19 ans, il quitte le Royaume uni pour Hollywood avec un visa touristique. Il reste dans ce pays où il apparaît petit à petit dans de grosses productions hollywoodiennes, dont Pirates des Caraïbes en 2006.

### Engagement aux côtés des Kurdes
En 2015, il part combattre l'État islamique en s'engageant aux côtés des Unités de protection du peuple (YPG), la branche armée du Parti de l'union démocratique (PYD), une organisation qualifiée de terroriste par la Turquie mais soutenue un temps par les États-Unis.
Après six mois sur place, il essaie de retourner aux États-Unis mais, sans visa, tente de traverser la frontière entre le Mexique et la Californie, est arrêté en novembre 2015, et envoyé dans un centre de détention pour migrants. Le département de la Sécurité intérieure des États-Unis lui propose alors un marché : retourner en Syrie pour recueillir des renseignements sur les terroristes de Daesh en échange de pouvoir rentrer aux États-Unis. De retour sur place après avoir été expulsé au Royaume-Uni, il s'exécute et reste jusqu'à la chute de Raqqa en octobre 2017 puis part s'installer au Belize en attendant de négocier son retour aux États-Unis. Depuis, il vit toujours en exil dans ce pays.

## Filmographie
- 1997 : The Emissary : A Biblical Epic
- 1999 : Night of Terror
- 2003 : Ferrari
- 2006 : Pirates of the Caribbean : Deckhand - Edinburgh
- 2006 : National Lampoon's Dorm Daze 2
- 2008 : Tony 5
- 2009 : Green Street Hooligans 2
- 2009 : The Swing (court métrage)
- 2009 : Old Dogs
- 2010 : Knight and Day
- 2011: I Want to Be Me (court métrage)
- 2013 : Miserable Lesbians (court métrage)
- 2013 : Elegy for a Revolutionary (court métrage)
- 2014 : British Hustle: Ron Jeremy (court métrage)
- 2014 : British Hustle (court métrage)